# Список Генеральних прокурорів України
Список персон, які керували Генеральною прокуратурою України з 1991 року.

## Генеральні прокурори України
| №     | Час повноважень                    | Портрет          | Ім'я                           |
| 1     | 4 вересня 1991 — 21 жовтня 1993    |                  | Шишкін Віктор Іванович         |
| 2     | 21 жовтня 1993 — 19 жовтня 1995    |                  | Дацюк Владислав Володимирович  |
| 3     | 19 жовтня 1995 — 22 липня 1997     |                  | Ворсінов Григорій Трохимович   |
| в. о. | 22 липня 1997 — 24 квітня 1998     |                  | Литвак Олег Михайлович         |
| в. о. | 24 квітня 1998 — 17 липня 1998     |                  | Ференц Богдан Васильович       |
| 4     | 17 липня 1998 — 30 квітня 2002     |                  | Потебенько Михайло Олексійович |
| в. о. | 30 квітня 2002 — 6 липня 2002      |                  | Гарник Микола Васильович       |
| 5     | 6 липня 2002 — 29 жовтня 2003      | Святослав Піскун | Піскун Святослав Михайлович    |
|       | 29 жовтня 2003 — 18 листопада 2003 |                  | —                              |
| 6     | 18 листопада 2003 — 9 грудня 2004  |                  | Васильєв Геннадій Андрійович   |
|       | 9 грудня 2004 — 10 грудня 2004     |                  | —                              |
| 7     | 10 грудня 2004 — 14 жовтня 2005    | Святослав Піскун | Піскун Святослав Михайлович    |
|       | 14 жовтня 2005 — 4 листопада 2005  |                  | —                              |
| 8     | 4 листопада 2005 — 26 квітня 2007  |                  | Медведько Олександр Іванович   |
| 9     | 26 квітня 2007 — 24 травня 2007    | Святослав Піскун | Піскун Святослав Михайлович    |
| в. о. | 24 травня 2007 — 1 червня 2007     |                  | Шемчук Віктор Вікторович       |
| 10    | 1 червня 2007 — 3 листопада 2010   |                  | Медведько Олександр Іванович   |
| 11    | 4 листопада 2010 — 22 лютого 2014  | Віктор Пшонка    | Пшонка Віктор Павлович         |
| в. о. | 24 лютого 2014 — 18 червня 2014    | Олег Махніцький  | Махніцький Олег Ігорович       |
| 12    | 19 червня 2014 — 10 лютого 2015    | Віталій Ярема    | Ярема Віталій Григорович       |
| 13    | 10 лютого 2015 — 3 квітня 2016     |                  | Шокін Віктор Миколайович       |
| в. о. | 3 квітня 2016 — 12 травня 2016     |                  | Севрук Юрій Григорович         |
| 14    | 12 травня 2016 —29 серпня 2019     |                  | Луценко Юрій Віталійович       |
| 15    | 29 серпня 2019 — 5 березня 2020    |                  | Рябошапка Руслан Георгійович   |
| в. o. | 6 березня 2020 — 17 березня 2020   | Viktor Chumak    | Чумак Віктор Васильович        |
| 16    | 17 березня 2020 -18 липня 2022     |                  | Венедіктова Ірина Валентинівна |
| в.о.  | 17 липня 2022 — 27 липня 2022      |                  | Симоненко Олексій Юрійович     |
| 17    | 28 липня 2022— 31 жовтня 2024      |                  | Костін Андрій Євгенович        |
| в.о.  | 31 жовтня 2024 —21 червня 2025     |                  | Хоменко Олексій Миколайович    |
| 18    | 21 червня 2025 —                   |                  | Кравченко Руслан Андрійович    |